# Championnat des Comores de football 2010
Navigation
Saison précédente Saison suivante
La saison 2010 du championnat des Comores de football est la trente-unième édition de la première division comorienne. Après une phase régionale se déroulant d'avril à novembre 2010, les champions de première division des trois îles des Comores (Anjouan, Grande Comore et Mohéli) s'affrontent dans une triangulaire en matchs aller et retour au sein d'une poule unique, du 31 octobre 2011 au 21 novembre 2011.
Le Élan Club de Mitsoudjé qui termine en tête du classement  est sacré champion des Comores et se qualifie pour la Ligue des champions de la CAF 2011.

## Phase régionale
La phase régionale se déroulant d'avril à octobre 2010.

### Championnat d'Anjouan
Le Komorozine de Domoni est sacré champion d'Anjouan en novembre 2010.

### Championnat de Grande Comore
Le Élan Club est sacré champion de Grande Comore en octobre 2010.
Le classement est établi sur le barème de points classique (victoire à 3 points, match nul à 1, défaite à 0).
| Rang | Équipe           | Pts | J  | G | N | P | Bp | Bc | Diff |
| ---- | ---------------- | --- | -- | - | - | - | -- | -- | ---- |
| 1    | Élan Club        | 32  | 18 | ? | ? | ? | 28 | 17 | +11  |
| 2    | Coin Nord        | 31  | 18 | ? | ? | ? | 25 | 15 | +10  |
| 3    | Volcan Club      | 30  | 18 | ? | ? | ? | 20 | 11 | +9   |
| 4    | Djabal Club      | 27  | 17 | ? | ? | ? | 19 | 10 | +9   |
| 5    | Apache Club (T)  | 24  | 18 | ? | ? | ? | 21 | 20 | +1   |
| 7    | US Séléa         | 20  | 18 | ? | ? | ? | 14 | 21 | -7   |
| 6    | US Ntsaoueni (P) | 19  | 18 | ? | ? | ? | 16 | 21 | -5   |
| 9    | Mboube (P)       | 16  | 17 | ? | ? | ? | 17 | 20 | -3   |
| 8    | Étoile polaire   | 15  | 17 | ? | ? | ? | 13 | 18 | -5   |
| 10   | Kaz Club         | 12  | 17 | ? | ? | ? | 18 | 30 | -12  |

| Légende : Qualifications et relégations | Légende : Qualifications et relégations                |
| --------------------------------------- | ------------------------------------------------------ |
|                                         | Qualification pour la phase nationale                  |
|                                         | Relégation en deuxième division                        |
|                                         | (T) : Tenant du titre (P) : Promu de deuxième division |

### Championnat de Mohéli
Le Fomboni Football Club remporte le championnat de Mohéli 2010.

## Phase nationale

### Les équipes participantes
- Komorozine de Domoni
- Élan Club
- Fomboni Football Club

### Classement
Le classement est établi sur le barème de points classique (victoire à 3 points, match nul à 1, défaite à 0).
| Rang | Équipe                | Pts | J | G | N | P | Bp | Bc | Diff |
| ---- | --------------------- | --- | - | - | - | - | -- | -- | ---- |
| 1    | Élan Club             | 8   | 4 | 2 | 2 | 0 | 7  | 4  | +3   |
| 2    | Komorozine de Domoni  | 5   | 4 | 1 | 2 | 1 | 6  | 7  | -1   |
| 3    | Fomboni Football Club | 4   | 4 | 0 | 2 | 2 | 5  | 7  | -2   |

| Légende : Qualifications et relégations | Légende : Qualifications et relégations                                |
| --------------------------------------- | ---------------------------------------------------------------------- |
|                                         | Qualification pour la Ligue des champions de la CAF 2011               |
|                                         | Qualification pour la Coupe des clubs champions de l'océan Indien 2011 |

### Matchs
Les rencontres se déroulent du 18 novembre 2011 au 3 décembre 2011.
- Équipe victorieuse

| Match | Date        | Lieu      | Équipe 1              | Résultat | Équipe 2              |
| ----- | ----------- | --------- | --------------------- | -------- | --------------------- |
| 1     | 31 octobre  | Mitsoudjé | Élan Club             | 1 – 1    | Fomboni Football Club |
| 2     | 3 novembre  | Mitsoudjé | Élan Club             | 2 – 0    | Komorozine de Domoni  |
| 3     | 10 novembre | Fomboni   | Fomboni Football Club | 1 – 2    | Komorozine de Domoni  |
| 4     | 14 novembre | Fomboni   | Fomboni Football Club | 1 – 2    | Élan Club             |
| 5     | 17 novembre | Domoni    | Komorozine de Domoni  | 2 – 2    | Élan Club             |
| 6     | 21 novembre | Domoni    | Komorozine de Domoni  | 2 – 2    | Fomboni Football Club |

## Bilan de la saison
| Championnat des Comores de football 2010                             |                                                |
| Champion                                                             | Élan Club (3e titre)                           |
| Qualifications continentales                                         |                                                |
| Ligue des champions de la CAF 2011                                   | Élan Club                                      |
| Coupe des clubs champions de l'océan Indien 2011                     | Komorozine de Domoni                           |
| Coupe de la confédération 2011                                       | Aucun                                          |
| Promotions et relégations                                            |                                                |
| Promus en Championnat des Comores de football                        | Ngaya Club                                     |
| Promus en Championnat des Comores de football                        | Étoile des Comores                             |
| Promus en Championnat des Comores de football                        | Association sportive d’Itsandra Mdjini         |
| Promus en Championnat des Comores de football                        | Jeunesse athlétique et culturelle de Mitsoudjé |
| Relégués en Championnat des Comores de football de deuxième division | Mboube                                         |
| Relégués en Championnat des Comores de football de deuxième division | Kaz Club                                       |